# Fantom (cykelbil)

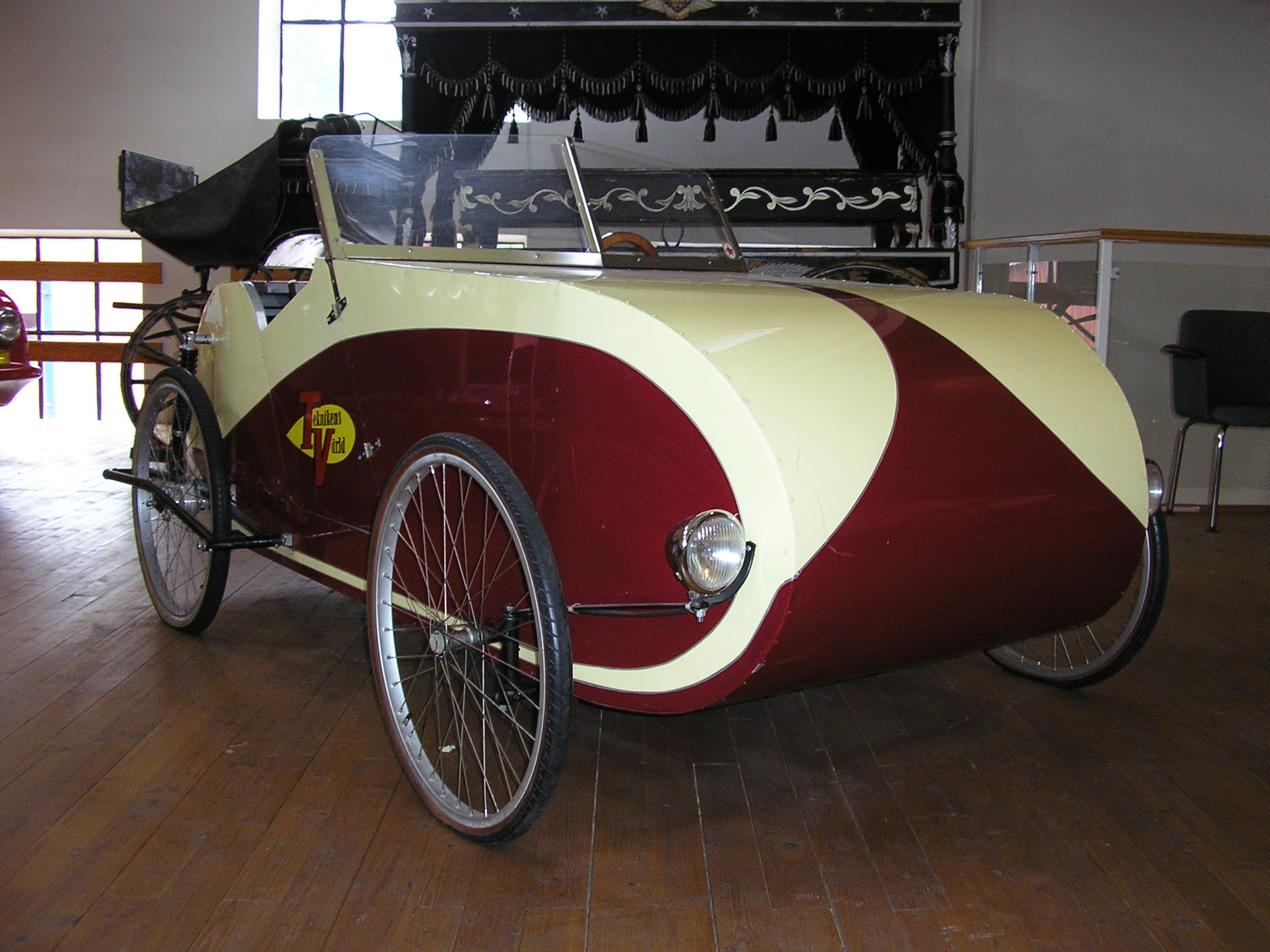
Tvåsits öppen Fantom med fyra hjul.

Fantom är en cykelbil med fyra hjul, två hjul fram och två hjul bak. Den använder sig av stum framvagnsstyrning och fjädring bak.
Den säljs inte som färdig produkt utan som ritning. Ritningen är inte exakt utan skall tas som vägledning. Hobbyförlaget, senare Hobbex, köpte in ritningen till sitt sortiment och har, utom under ett kortare avbrott under 90-talet, alltid sålt den. Under åren lär 100 000 ritningar ha sålts men tvisterna om huruvida Fantom verkligen går att bygga eller inte är många och långa. Klart är att modellen är föråldrad då den är mycket tungtrampad med en vikt av cirka 65 kg. Detta skulle dock moderna material och komponenter kunna avhjälpa.
Claes Johansson byggde en Fantom i samband med arbetet på sin bok om cykelbilar:
- Det är många som ruttnat bara efter att ha sett ritningarna. Den är mycket komplicerad att bygga. Jag gjorde en själv inför boken, men då fick jag kalla samman pappa och några händiga kompisar för att lyckas ... Dessutom fungerar inte ritningarna riktigt. Gör man efter dem går inte dörrarna att öppna och fjädringen bak är felvänd. Så inte nog med att man måste vara händig, man måste vara listig också.